# 1443

## Esdeveniments
Països Catalans
- 11 de febrer, Sant Feliu de Guíxols (Baix Empordà): autoritzada la instal·lació d'un Consolat de Mar, organisme del dret marítim català, a la ciutat.[1]
- 26 de febrer - Alfons IV el Magnànim, conquereix el Regne de Nàpols.

Resta del món
- Un incendi destrueix pràcticament la Basílica de Sant Domènec (Siena).

## Naixements
Països Catalans
Resta del món

## Necrològiques
Països Catalans
Resta del món
- 16 d'agost - Japó: Ashikaga Yoshikatsu, 23è shogun.